# AHL 2001/02
Die Saison 2001/02 war die 66. reguläre Saison der American Hockey League (AHL). Die 27 Teams absolvierten in der regulären Saison je 80 Begegnungen. Die AHL spielte zum vorletzten Mal mit 6 Divisionen. Bestes Team der Regulären Saison waren die Bridgeport Sound Tigers, während die Chicago Wolves in den Playoffs ihren ersten Calder Cup gewannen. Gegenüber der Vorsaison stieg die Anzahl der Teams um sieben, was vor allem an der Auflösung der International Hockey League und der Übernahme einiger IHL-Franchises lag.

## Teamänderungen
Folgende Änderungen wurden vor Beginn der Saison vorgenommen:
- Die Louisville Panthers wurden inaktiv.
- Die Kentucky Thoroughblades wurden nach Cleveland, Ohio, umgesiedelt und spielten fortan als Cleveland Barons.
- Im Zuge einer Ligaerweiterung wurden die Bridgeport Sound Tigers aufgenommen.
- Im Zuge einer Ligaerweiterung wurden die Manchester Monarchs aufgenommen.

Aus der International Hockey League wurden die folgenden sechs Mannschaften in die AHL aufgenommen:
- Die Chicago Wolves aus Chicago, Illinois.
- Die Grand Rapids Griffins aus Grand Rapids, Michigan.
- Die Houston Aeros aus Houston, Texas.
- Die Manitoba Moose aus Winnipeg, Manitoba.
- Die Milwaukee Admirals aus Milwaukee, Wisconsin.
- Die Utah Grizzlies aus Salt Lake City, Utah.

## Reguläre Saison

### Abschlusstabellen
Abkürzungen: GP = Spiele, W = Siege, L = Niederlagen, OTL = Niederlage nach Overtime, SOL = Niederlage nach Shootout, GF = Erzielte Tore, GA = Gegentore, Pts = Punkte

#### Eastern Conference
| Canadian Division      | GP | W  | L  | T  | OTL | GF  | GA  | Pts |
| ---------------------- | -- | -- | -- | -- | --- | --- | --- | --- |
| Quebec Citadelles      | 80 | 35 | 27 | 15 | 3   | 257 | 254 | 88  |
| Hamilton Bulldogs      | 80 | 37 | 30 | 10 | 3   | 247 | 205 | 87  |
| St. John’s Maple Leafs | 80 | 34 | 27 | 17 | 2   | 256 | 240 | 87  |
| Manitoba Moose         | 80 | 39 | 33 | 4  | 4   | 270 | 260 | 86  |
| Saint John Flames      | 80 | 29 | 34 | 13 | 4   | 182 | 202 | 75  |

| North Division       | GP | W  | L  | T  | OTL | GF  | GA  | Pts |
| -------------------- | -- | -- | -- | -- | --- | --- | --- | --- |
| Lowell Lock Monsters | 80 | 41 | 25 | 11 | 3   | 229 | 209 | 96  |
| Manchester Monarchs  | 80 | 38 | 28 | 11 | 3   | 236 | 225 | 90  |
| Worcester IceCats    | 80 | 39 | 33 | 7  | 1   | 245 | 218 | 86  |
| Portland Pirates     | 80 | 30 | 31 | 15 | 4   | 220 | 225 | 79  |
| Springfield Falcons  | 80 | 35 | 41 | 2  | 2   | 213 | 237 | 74  |

| East Division           | GP | W  | L  | T  | OTL | GF  | GA  | Pts |
| ----------------------- | -- | -- | -- | -- | --- | --- | --- | --- |
| Bridgeport Sound Tigers | 80 | 43 | 25 | 8  | 4   | 240 | 192 | 98  |
| Hartford Wolf Pack      | 80 | 41 | 26 | 10 | 3   | 249 | 243 | 95  |
| Providence Bruins       | 80 | 35 | 33 | 8  | 4   | 190 | 223 | 82  |
| Albany River Rats       | 80 | 14 | 42 | 12 | 12  | 172 | 271 | 52  |

#### Western Conference
| Central Division        | GP | W  | L  | T  | OTL | GF  | GA  | Pts |
| ----------------------- | -- | -- | -- | -- | --- | --- | --- | --- |
| Syracuse Crunch         | 80 | 39 | 23 | 13 | 5   | 228 | 193 | 96  |
| Rochester Americans     | 80 | 32 | 30 | 15 | 3   | 206 | 211 | 82  |
| Cincinnati Mighty Ducks | 80 | 33 | 33 | 11 | 3   | 216 | 211 | 80  |
| Cleveland Barons        | 80 | 29 | 40 | 7  | 4   | 223 | 268 | 69  |

| West Division         | GP | W  | L  | T  | OTL | GF  | GA  | Pts |
| --------------------- | -- | -- | -- | -- | --- | --- | --- | --- |
| Grand Rapids Griffins | 80 | 42 | 27 | 11 | 0   | 217 | 178 | 95  |
| Houston Aeros         | 80 | 39 | 26 | 10 | 5   | 234 | 232 | 93  |
| Utah Grizzlies        | 80 | 40 | 29 | 6  | 5   | 240 | 225 | 91  |
| Chicago Wolves        | 80 | 37 | 31 | 7  | 5   | 250 | 236 | 86  |
| Milwaukee Admirals    | 80 | 30 | 35 | 10 | 5   | 198 | 207 | 75  |

| South Division                 | GP | W  | L  | T  | OTL | GF  | GA  | Pts |
| ------------------------------ | -- | -- | -- | -- | --- | --- | --- | --- |
| Norfolk Admirals               | 80 | 38 | 26 | 12 | 4   | 222 | 205 | 92  |
| Hershey Bears                  | 80 | 36 | 27 | 11 | 6   | 200 | 193 | 89  |
| Philadelphia Phantoms          | 80 | 33 | 27 | 15 | 5   | 206 | 210 | 86  |
| Wilkes-Barre/Scranton Penguins | 80 | 20 | 44 | 13 | 3   | 201 | 274 | 56  |

### Beste Scorer
Abkürzungen: GP = Spiele, G = Tore, A = Assists, Pts = Punkte, PIM = Strafminuten
| Spieler         | Team                   | GP | G  | A  | Pts | PIM |
| --------------- | ---------------------- | -- | -- | -- | --- | --- |
| Donald MacLean  | St. John’s Maple Leafs | 75 | 33 | 54 | 87  | 49  |
| Eric Boguniecki | Worcester IceCats      | 63 | 38 | 46 | 84  | 181 |
| Rob Brown       | Chicago Wolves         | 80 | 29 | 54 | 83  | 103 |
| Brad Smyth      | Hartford Wolf Pack     | 79 | 34 | 48 | 82  | 90  |
| Jason Chimera   | Hamilton Bulldogs      | 77 | 26 | 51 | 77  | 158 |
| Justin Papineau | Worcester IceCats      | 75 | 38 | 38 | 76  | 86  |
| Éric Landry     | Quebec Citadelles      | 63 | 32 | 43 | 75  | 125 |
| Brian Swanson   | Hamilton Bulldogs      | 65 | 34 | 39 | 73  | 26  |
| Bob Wren        | St. John’s Maple Leafs | 69 | 24 | 49 | 73  | 83  |

## Calder Cup Playoffs

### Playoff-Baum
|  | Eastern Conference Qualifikation |                        |   |
|  |                                  |                        |   |
|  |                                  |                        |   |
|  | 7                                | St. John’s Maple Leafs | 2 |
|  | 10                               | Providence Bruins      | 0 |

|  | Eastern Conference Qualifikation |                   |   |
|  |                                  |                   |   |
|  |                                  |                   |   |
|  | 8                                | Worcester IceCats | 1 |
|  | 9                                | Manitoba Moose    | 2 |

|  | Western Conference Qualifikation |                         |   |
|  |                                  |                         |   |
|  |                                  |                         |   |
|  | 7                                | Chicago Wolves          | 2 |
|  | 10                               | Cincinnati Mighty Ducks | 1 |

|  | Western Conference Qualifikation |                       |   |
|  |                                  |                       |   |
|  |                                  |                       |   |
|  | 8                                | Philadelphia Phantoms | 2 |
|  | 9                                | Rochester Americans   | 0 |

|  | Conference-Viertelfinale | Conference-Viertelfinale | Conference-Viertelfinale |                        |                         | Conference-Halbfinale | Conference-Halbfinale | Conference-Halbfinale |  |  | Conference-Finale | Conference-Finale | Conference-Finale |  |  | Calder Cup Finale | Calder Cup Finale | Calder Cup Finale |
|  |                          |                          |                          |                        |                         |                       |                       |                       |  |  |                   |                   |                   |  |  |                   |                   |                   |
|  | 1                        | Bridgeport Sound Tigers  | 3                        |                        |                         |                       |                       |                       |  |  |                   |                   |                   |  |  |                   |                   |                   |
|  | 9                        | Manitoba Moose           | 1                        |                        |                         |                       |                       |                       |  |  |                   |                   |                   |  |  |                   |                   |                   |
|  | 9                        | Manitoba Moose           | 1                        | 1                      | Bridgeport Sound Tigers | 4                     |                       |                       |  |  |                   |                   |                   |  |  |                   |                   |                   |
|  |                          |                          |                          | 1                      | Bridgeport Sound Tigers | 4                     |                       |                       |  |  |                   |                   |                   |  |  |                   |                   |                   |
|  |                          |                          | 7                        | St. John’s Maple Leafs | 0                       |                       |                       |                       |  |  |                   |                   |                   |  |  |                   |                   |                   |
|  | 2                        | Lowell Lock Monsters     | 7                        | St. John’s Maple Leafs | 0                       | 2                     |                       |                       |  |  |                   |                   |                   |  |  |                   |                   |                   |
|  | 2                        | Lowell Lock Monsters     |                          |                        |                         | 2                     |                       |                       |  |  |                   |                   |                   |  |  |                   |                   |                   |
|  | 7                        | St. John’s Maple Leafs   | 3                        |                        |                         |                       |                       |                       |  |  |                   |                   |                   |  |  |                   |                   |                   |
|  | 7                        | St. John’s Maple Leafs   | 3                        | 1                      | Bridgeport Sound Tigers | 4                     |                       |                       |  |  |                   |                   |                   |  |  |                   |                   |                   |
|  |                          |                          |                          | 1                      | Bridgeport Sound Tigers | 4                     | Eastern Conference    |                       |  |  |                   |                   |                   |  |  |                   |                   |                   |
|  |                          | 6                        | Hamilton Bulldogs        | 3                      |                         |                       |                       |                       |  |  |                   |                   |                   |  |  |                   |                   |                   |
|  | 3                        | 6                        | Hamilton Bulldogs        | 3                      | Quebec Citadelles       | 0                     |                       |                       |  |  |                   |                   |                   |  |  |                   |                   |                   |
|  | 3                        |                          |                          |                        | Quebec Citadelles       | 0                     |                       |                       |  |  |                   |                   |                   |  |  |                   |                   |                   |
|  | 6                        | Hamilton Bulldogs        | 3                        |                        |                         |                       |                       |                       |  |  |                   |                   |                   |  |  |                   |                   |                   |
|  | 6                        | Hamilton Bulldogs        | 3                        | 4                      | Hartford Wolf Pack      | 1                     |                       |                       |  |  |                   |                   |                   |  |  |                   |                   |                   |
|  |                          |                          |                          | 4                      | Hartford Wolf Pack      | 1                     |                       |                       |  |  |                   |                   |                   |  |  |                   |                   |                   |
|  |                          |                          | 6                        | Hamilton Bulldogs      | 4                       |                       |                       |                       |  |  |                   |                   |                   |  |  |                   |                   |                   |
|  | 4                        | Hartford Wolf Pack       | 6                        | Hamilton Bulldogs      | 4                       | 3                     |                       |                       |  |  |                   |                   |                   |  |  |                   |                   |                   |
|  | 4                        | Hartford Wolf Pack       |                          |                        |                         |                       |                       |                       |  |  |                   |                   |                   |  |  |                   |                   |                   |
|  | 5                        | Manchester Monarchs      | 2                        |                        |                         |                       |                       |                       |  |  |                   |                   |                   |  |  |                   |                   |                   |
|  | 5                        | Manchester Monarchs      | 2                        | E1                     | Bridgeport Sound Tigers | 1                     |                       |                       |  |  |                   |                   |                   |  |  |                   |                   |                   |
|  |                          |                          |                          |                        |                         |                       |                       |                       |  |  |                   |                   |                   |  |  |                   |                   |                   |
|  |                          | W7                       | Chicago Wolves           | 4                      |                         |                       |                       |                       |  |  |                   |                   |                   |  |  |                   |                   |                   |
|  | 1                        | W7                       | Chicago Wolves           | 4                      | Syracuse Crunch         | 3                     |                       |                       |  |  |                   |                   |                   |  |  |                   |                   |                   |
|  | 1                        |                          |                          |                        | Syracuse Crunch         | 3                     |                       |                       |  |  |                   |                   |                   |  |  |                   |                   |                   |
|  | 8                        | Philadelphia Phantoms    | 0                        |                        |                         |                       |                       |                       |  |  |                   |                   |                   |  |  |                   |                   |                   |
|  | 8                        | Philadelphia Phantoms    | 0                        | 1                      | Syracuse Crunch         | 3                     |                       |                       |  |  |                   |                   |                   |  |  |                   |                   |                   |
|  |                          |                          |                          | 1                      | Syracuse Crunch         | 3                     |                       |                       |  |  |                   |                   |                   |  |  |                   |                   |                   |
|  |                          |                          | 7                        | Chicago Wolves         | 4                       |                       |                       |                       |  |  |                   |                   |                   |  |  |                   |                   |                   |
|  | 2                        | Grand Rapids Griffins    | 7                        | Chicago Wolves         | 4                       | 2                     |                       |                       |  |  |                   |                   |                   |  |  |                   |                   |                   |
|  | 2                        | Grand Rapids Griffins    |                          |                        |                         | 2                     |                       |                       |  |  |                   |                   |                   |  |  |                   |                   |                   |
|  | 7                        | Chicago Wolves           | 3                        |                        |                         |                       |                       |                       |  |  |                   |                   |                   |  |  |                   |                   |                   |
|  | 7                        | Chicago Wolves           | 3                        | 4                      | Houston Aeros           | 1                     |                       |                       |  |  |                   |                   |                   |  |  |                   |                   |                   |
|  |                          |                          |                          | 4                      | Houston Aeros           | 1                     | Western Conference    |                       |  |  |                   |                   |                   |  |  |                   |                   |                   |
|  |                          | 7                        | Chicago Wolves           | 4                      |                         |                       |                       |                       |  |  |                   |                   |                   |  |  |                   |                   |                   |
|  | 3                        | 7                        | Chicago Wolves           | 4                      | Norfolk Admirals        | 1                     |                       |                       |  |  |                   |                   |                   |  |  |                   |                   |                   |
|  | 3                        |                          |                          |                        |                         |                       |                       |                       |  |  |                   |                   |                   |  |  |                   |                   |                   |
|  | 6                        | Hershey Bears            | 3                        |                        |                         |                       |                       |                       |  |  |                   |                   |                   |  |  |                   |                   |                   |
|  | 6                        | Hershey Bears            | 3                        | 4                      | Houston Aeros           | 4                     |                       |                       |  |  |                   |                   |                   |  |  |                   |                   |                   |
|  |                          |                          |                          | 4                      | Houston Aeros           | 4                     |                       |                       |  |  |                   |                   |                   |  |  |                   |                   |                   |
|  |                          |                          | 6                        | Hershey Bears          | 0                       |                       |                       |                       |  |  |                   |                   |                   |  |  |                   |                   |                   |
|  | 4                        | Houston Aeros            | 6                        | Hershey Bears          | 0                       | 3                     |                       |                       |  |  |                   |                   |                   |  |  |                   |                   |                   |
|  | 4                        | Houston Aeros            |                          |                        |                         |                       |                       |                       |  |  |                   |                   |                   |  |  |                   |                   |                   |
|  | 5                        | Utah Grizzlies           | 2                        |                        |                         |                       |                       |                       |  |  |                   |                   |                   |  |  |                   |                   |                   |

### Calder-Cup-Sieger
| Calder-Cup-Sieger Chicago Wolves | Torhüter: Frédéric Cassivi, Norm Maracle, Pasi Nurminen Verteidiger: Joe DiPenta, Dallas Eakins, Garnet Exelby, Kurtis Foster, Bob Nardella, Kirill Safronow, Mike Weaver Angreifer: Bryan Adams, Zdeněk Blatný, Rob Brown, Juri Butsajew, Andreas Karlsson, Guy Larose, Francis Lessard, Derek MacKenzie, Steve Maltais, Kamil Piroš, Dan Plante, Ben Simon, Dan Snyder, Brad Tapper, Libor Ustrnul, J. P. Vigier Cheftrainer: John Anderson General Manager: Kevin Cheveldayoff |

## Vergebene Trophäen

### Mannschaftstrophäen
| Auszeichnung                                                     | Team                    |
| ---------------------------------------------------------------- | ----------------------- |
| Calder Cup Gewinner der AHL-Playoffs                             | Chicago Wolves          |
| Richard F. Canning Trophy Gewinner des Eastern Conference-Finale | Bridgeport Sound Tigers |
| Robert W. Clarke Trophy Gewinner des Western Conference-Finale   | Chicago Wolves          |
| Macgregor Kilpatrick Trophy Bestes Team der Regulären Saison     | Bridgeport Sound Tigers |
| Frank S. Mathers Trophy Bestes Team der Eastern Conference       | Norfolk Admirals        |
| Norman R. „Bud“ Poile Trophy Bestes Team der Western Conference  | Grand Rapids Griffins   |
| Emile Francis Trophy Bestes Team der Atlantic Division           | Lowell Lock Monsters    |
| F. G. „Teddy“ Oke Trophy Bestes Team der East Division           | Bridgeport Sound Tigers |
| Sam Pollock Trophy Bestes Team der North Division                | Citadelles de Québec    |
| John D. Chick Trophy Bestes Team der West Division               | Syracuse Crunch         |

### Spielertrophäen
| Auszeichnung                                                                                                   | Spieler           | Team                   |
| --- | ----------------- | ---------------------- |
| Les Cunningham Award MVP der Regulären Saison                                                                  | Eric Boguniecki   | Worcester IceCats      |
| John B. Sollenberger Trophy Bester Scorer                                                                      | Donald MacLean    | St. John’s Maple Leafs |
| Dudley „Red“ Garrett Memorial Award Bester Rookie                                                              | Tyler Arnason     | Norfolk Admirals       |
| Eddie Shore Award Bester Verteidiger                                                                           | John Slaney       | Philadelphia Phantoms  |
| Aldege „Baz“ Bastien Memorial Award Bester Torhüter                                                            | Martin Prusek     | Grand Rapids Griffins  |
| Harry „Hap“ Holmes Memorial Award Torhüter mit dem geringsten Gegentorschnitt                                  | Mathieu Chouinard | Grand Rapids Griffins  |
| Harry „Hap“ Holmes Memorial Award Torhüter mit dem geringsten Gegentorschnitt                                  | Simon Lajeunesse  | Grand Rapids Griffins  |
| Harry „Hap“ Holmes Memorial Award Torhüter mit dem geringsten Gegentorschnitt                                  | Martin Prusek     | Grand Rapids Griffins  |
| Louis A. R. Pieri Memorial Award Bester Trainer                                                                | Bruce Cassidy     | Grand Rapids Griffins  |
| Fred T. Hunt Memorial Award Für den Spieler, der durch Fairness, Einsatz und Hingabe herausragt                | Nathan Dempsey    | St. John’s Maple Leafs |
| Yanick Dupré Memorial Award Für den Spieler, der sich durch besonderen Einsatz in der Gesellschaft auszeichnet | Travis Roche      | Houston Aeros          |
| Jack A. Butterfield Trophy MVP der Calder-Cup-Playoffs                                                         | Pasi Nurminen     | Chicago Wolves         |